# Scharrenbroich

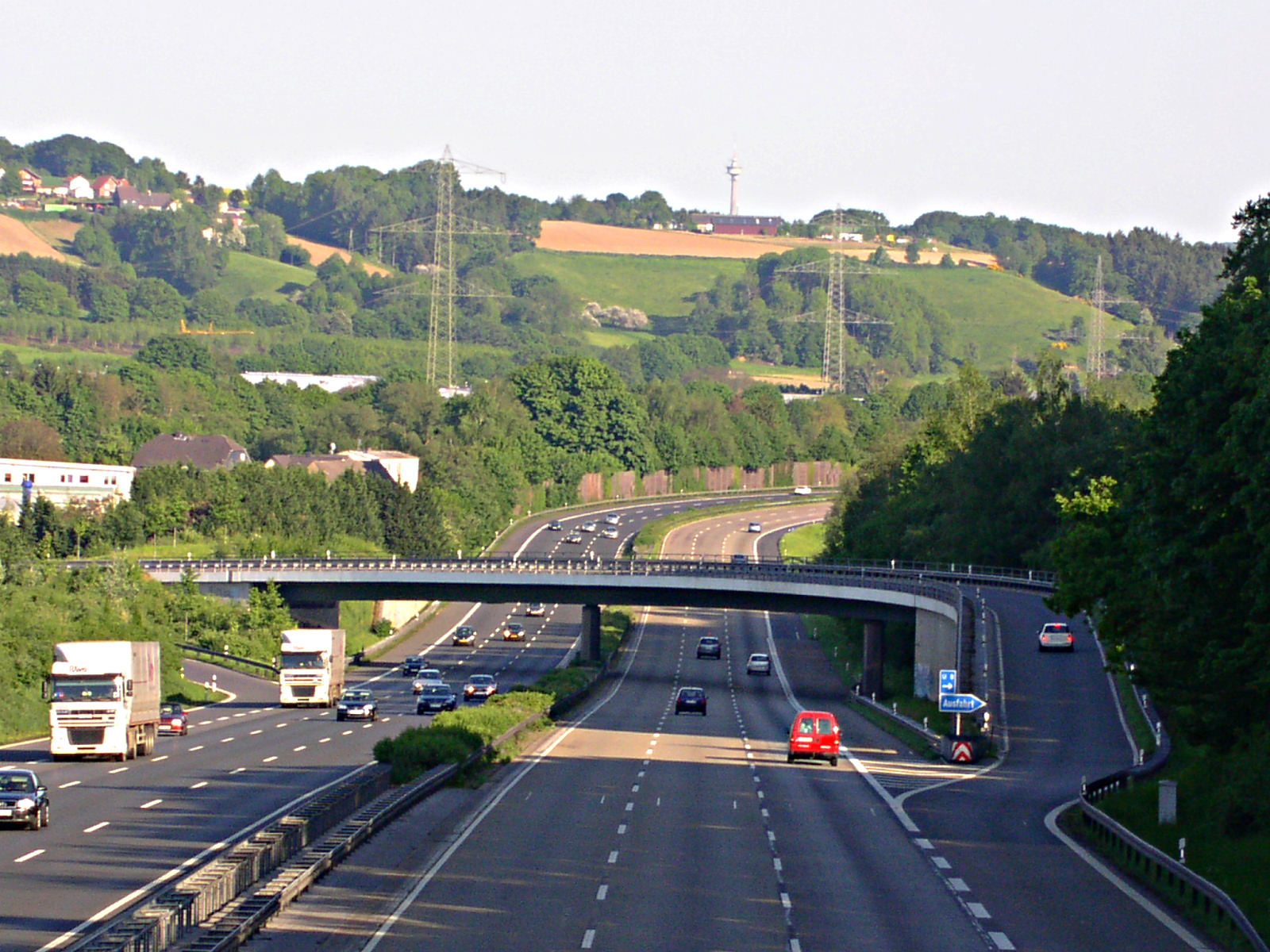
Bundesautobahn 3, Köln – Frankfurt, Anschlussstelle Rösrath (30), Blickrichtung: Frankfurt

Scharrenbroich ist ein Ortsteil von Rösrath im Rheinisch-Bergischen Kreis. Neben dem Wohnbereich Pannhof prägt ein ungefähr 60 Hektar großes Gewerbegebiet den Ortsteil.

## Geschichte
Die erste Erwähnung von Scharrenbruch findet sich 1448 in einem Abgaben- und Zehntregister, das in einer Abschrift aus dem Jahr 1589 erhalten ist. 1828 werden in Scharrenbroich 67 Feuerstellen gezählt.

## Autobahnanschluss
Bei dem Rösrather Autobahnanschluss in Scharrenbroich handelt es sich um eine Halblösung. Eine Ab- und Auffahrt ermöglicht das Befahren der A 3 aus und in Richtung Köln. Einige Kilometer weiter südlich, in Lohmar, findet sich dann das Pendant aus und in Richtung Frankfurt.
Für Berufspendler zwischen Rösrath und Köln steht ein Park-and-ride-Parkplatz zur Verfügung.

## Gewerbegebiet
Nicht zuletzt wegen der verkehrsgünstigen Anbindung an die A 3 haben sich im Gewerbegebiet Scharrenbroich neben einem Schnellrestaurant auch ein großflächiger Supermarkt,  Lebensmittel-Discounter, Baumarkt, Tankstelle und zahlreiche andere Firmen angesiedelt.
An der Hans-Böckler-Straße haben die Zeugen Jehovas eine Versammlungsstätte bezogen. Im Königreichssaal treffen sich regelmäßig die Zeugen Jehovas aus der näheren Umgebung.